# یک نور دیگر
یک نور دیگر نام هفتمین آلبوم استودیویی گروه راک آمریکایی لینکین پارک است. این آلبوم در ۱۹ مه ۲۰۱۷ توسط شرکت‌های برادران وارنر و ماشین شاپ  پس از آلبوم قبلی این گروه ضیافت شکار که در سال ۲۰۱۴ انتشار یافته بود منتشر شد. اولین تک‌آهنگ از این آلبوم با نام «سنگین» منتشر شد و موزیک ویدیو رسمی آن در ۹ مارس سال ۲۰۱۷ در یوتیوب قرار گرفت.
در این آلبوم خواننده‌های دیگری همچون پوشا تی، استورمزی و کیارا که به عنوان اولین خواننده زن برجسته در یک آلبوم استدیویی لینکین پارک بود حضور دارد. در این آلبوم همچین جان گرین٬ جولیا مایکلز٬ جاستین ترنتر٬ راس جولان٬ مایکل لیری٬ اندرو گلدشتاین٬ بلک بیر و اج وایت به عنوان ترانه سرایان همکاری دارند.
یک نور دیگر توسط اجراهای گروه با اجرای برنامه‌های صوتی ترانه «سنگین» توسط چستر بنینگتون و مایک شینودا در برنامه‌های مختلف و مصاحبه‌های گروه مشمول همکاری با کیارا٬ واکس٬ صوفیا کارلبرگ تبلیغ شد. 

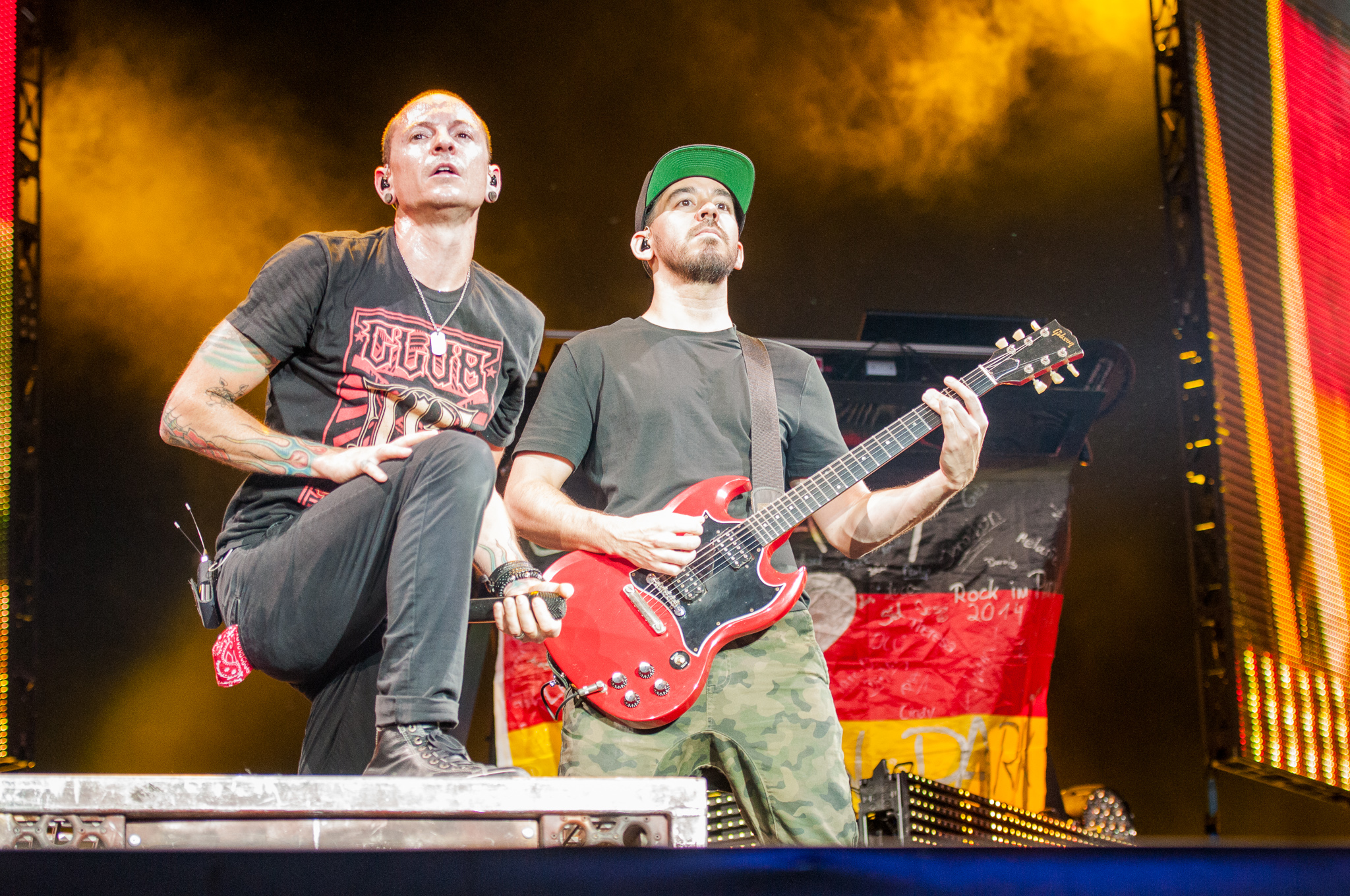
چستر بنینگتون (سمت چپ) و مایک شینودا (راست) انجام چهارده فشار تبلیغی, نشان می دهد, برای حمایت از این آلبوم است.

## امتیاز
این آلبوم در متاکریتیک نمره متوسط ۴۵ را از ۱۰۰ را گرفته‌است. 

## لیست آهنگ
لیست ترانه‌های منتشر شده توسط وب‌سایت گروه٬ آی‌تیونز٬ و آمازون منتشر شده: 
| یک نور دیگر | یک نور دیگر                               | یک نور دیگر                                                                         | یک نور دیگر                                                                           | یک نور دیگر |
| شماره       | نام                                       | نویسنده(ها)                                                                         | تهیه‌کنندگان                                                                           | مدت         |
| ----------- | ----------------------------------------- | ----------------------------------------------------------------------------------- | ------------------------------------------------------------------------------------- | ----------- |
| ۱.          | «کسی نمی‌تواند مرا نجات دهد»               | چستر بنینگتون راب بوردون برد دلسون دیو فارل جاناتان گرین جو هان مایک شینودا [ ۷ ]   | مایک شینودا * برد دلسون * RAC [b] * اندرو بلوکی [c] [ ۸ ]                             | ۳:۴۵        |
| ۲.          | «خداحافظی خوب» (همکاری پوشا ت و استورمزی) | بنینگتون بوردون دلسون فارل هان شینودا Jesse Shatkin Terrence Thornton Michael Omari | شینودا * دلسون * Jesse Shatkin [b] * بلوکی [c]                                        | ۳:۳۱        |
| ۳.          | «حرف زدن با خودم»                         | Ilsey Juber دلسون شینودا JR Rotem                                                   | شینودا * دلسون * JR Rotem [a] * RAC [b] * بلوکی [c]                                   | ۳:۵۱        |
| ۴.          | «سمفونی مبارزه»                           | بنینگتون بوردون دلسون فارل Green هان شینودا [ ۹ ]                                   | شینودا * دلسون * بلوکی [c]                                                            | ۳:۳۶        |
| ۵.          | «نامرئی»                                  | شینودا Justin Parker                                                                | شینودا * دلسون * Shatkin [a] * RAC [b] * Emily Wright [c]                             | ۳:۳۴        |
| ۶.          | «سنگین» (همکاری کیارا)                    | بنینگتون شینودا دلسون Julia Michaels Justin Tranter                                 | شینودا * دلسون * بلوکی [c] * Wright [c]                                               | ۲:۴۹        |
| ۷.          | «متاسفم برای الان»                        | شینودا دلسون Matthew Tyler Musto Andrew Goldstein                                   | شینودا * دلسون * Matthew Tyler Musto [a] * Andrew Goldstein [a] * RAC [b] * بلوکی [c] | ۳:۲۳        |
| ۸.          | «تقریباً درست»                             | بنینگتون شینودا Ross Golan Michael Keenan Leary [ ۱۱ ]                              | شینودا * دلسون * RAC [b] * بلوکی [c]                                                  | ۳:۳۷        |
| ۹.          | «یک نور دیگر (ترانه لینکین پارک)»         | شینودا Francis White                                                                | شینودا * دلسون * RAC [b] * Wright [c]                                                 | ۴:۱۵        |
| ۱۰.         | «لبه های تیز»                             | شینودا دلسون Juber                                                                  | شینودا * دلسون * RAC [b] * Wright [c]                                                 | ۲:۵۸        |
| مجموع مدت:  | مجموع مدت:                                | مجموع مدت:                                                                          | مجموع مدت:                                                                            | ۳۵:۱۹       |

یادداشت

## پرسنل
لینکین پارک
- چستر بنینگتون – خواننده
- مایک شینودا – کیبورد, برنامه‌ریز, خواننده
- برد دلسون – گیتار٬ بک ووکال
- دیو فارل – گیتار بیس٬ بک ووکال
- راب بوردون – درام, بک ووکال
- جو هان – برنامه‌ریز, بک ووکال

دیگر همکاران
- جان گرین – گیتار باس٬ گیتار اضافی٬ بک ووکال در ترک ۱
- پوشا ت – خواننده در ترانه ۲
- استورمزی – خواننده در ترانه ۲
- ایلسی جابر - بک ووکال در ترانه‌های ۳٬۱۰
- اندرو جکسون – گیتار اضافی در ترانه ۳
- جسی شاتکین – صفحه کلید اضافی & برنامه‌ریز در ترانه ۵
- کیارا – خواننده در ترانه ۶
- راس جولان –بک ووکال در ترانه ۸
- اج وایت – گیتار و پیانو در ترانه ۹